# قذيفة صاروخية الدفع

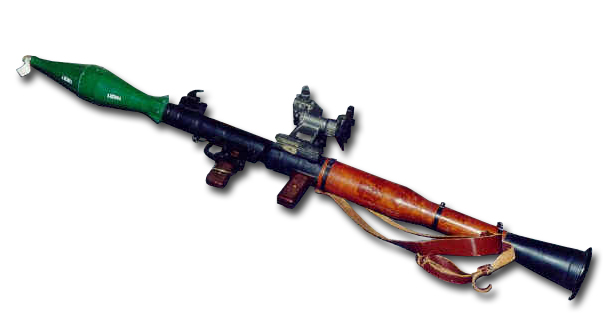
قاذف الصواريخ المطور RPG-7

قذيفة صاروخية الدفع (بالإنجليزية: Rocket Propelled Grenade، يُختصر إلى RPG) هي قذيفة صاروخية من فئة القذائف الموجهه قصيرة المدى تُطلق بواسطة قاذف يدوي من على الكتف الأيمن ومسافة آمنه من 2 متر الى 3 خلف فوهة الغازات ويستعمل ضد الآليات والمدرعات الثابتة والمتحركة كما يمكن استخدامه ضد تحصينات العدو ومنشآته. أكثر الأوقات يعرف الآر بي جي بمعناه الإنجليزي، ولكن أخذت من اللغة الروسية، ويعرف بالأحرف РПГ (إر بِهْ جِهْ) ويقصد بها روتشنوي بروتيفوتنكوفي جرانتوميوت (ручной противотанковый гранатомёт).
ظهر أول نموذج لهذا السلاح بعد الحرب العالمية الثانية عام 1952 وسمي بـ(RPG-2) وهو نموذج مستنسخ من تقنية البازوكا وكان فعالاً في ذلك الوقت ولكن عيبه الرئيسي يتمثل في ارتفاع مساره والذي حدد مداه بـ1000 متر فقط.
قام السوفييت بصنع نموذج مطور عنه وسمي (RPG-7) وصنع هذا السلاح عام 1959 وأول ظهور له كان في عرض عسكري في موسكو عام 1962 وقد أثبت هذا السلاح جدارة وفعالية كبيرة لما يمتاز به من مميزات عديدة قلما تتوفر في سلاح آخر، وما زال هذا السلاح واحداً من أكثر القاذفات الصاروخية الخفيفة انتشاراً في العالم.
يستخدم هذا السلاح في جميع الجيوش التي تتسلح من مصادر شرقية سواء في أفريقيا، آسيا، دول أمريكا اللاتينية أوالشرق الأوسط. وقد استخدم هذا القاذف على نطاق واسع في معظم العمليات العسكرية التي خاضتها الجيوش العربية والمقاومة الفلسطينية ضد إسرائيل وخاصة في حرب عام 1973 حيث اثبت فاعلية كبيرة في تدمير دبابات الإسرائيليين وآلياتهم ولقد شهد هذا السلاح استخداماً واسعاً في أفغانستان ولدى أفراد المقاومة العراقية. يصنع هذا السلاح في عدد من الدول بالإضافة إلى روسيا منها: ألمانيا الشرقية، الصين، رومانيا، مصر.

## مواصفات السلاح
أ- القاذف
- الطول: 95سم
- الوزن: 5.6 كجم
- العيار: 40 ملم
- ماركه : 7 السابع من نوعه
- السبطانة: من خلائط معدنية من سبيكة فولاذ المعالجة حرارية ومطلية كهروكيميائياً من الداخل بطبقة من النيكل كروم لمنع الصدأ ولتحمل الحرارة

ب - القذيفة
- الطول الإجمالي: 92.5 ملم
- الوزن: 2.250 كجم
- قطر القذيفة: 84 ملم
- طول الحشوة الأولى: 28.5 سم
- قدرة النفاذ في الفولاذ: 17 سم
- قدرة النفاذ في المنشآت الأسمنتية: 25 سم
- وزن المادة المتفجرة: 240 جم.

جـ - المنظار (يسمى الموجه)
- الوزن الكلى مع العدة: 420 جم
- البطارية: بطارية عالمية رقم 1
- يستخدم للرماية على أهداف من 100 - 500 متر
- التكبير: 2.5 مرة تقريبا (لايكبر الهدف ولكن يوجه القاذفه نحو الهدف)
- الكهرباء: 1.5 فولت
- الطول: 17.3 سم
- السمك: 63 سم
- العرض: 14.9 سم

## المزايا التكتيكية للسلاح (الخواص التعبوية)
- القدرة على تدمير جميع أنواع الآليات والمدرعات وبعض أنواع الدبابات
- طاقم السلاح مكون من فردين ويمكن لفرد واحد استخدامه (اعداد السلاح عددين عدد 1 يحمل القاذفة وعدد 2 يحمل بندقية فاز)
- خفيف الوزن وصغير الحجم
- متانة الصنع وقلة الأعطال
- سهل الاستخدام والتعلم عليه
- مدى طويل نسبياً
- دقة الإصابة خاصة باستخدام المنظار (الموجه)

## الأداء
- المدى الفعال: 500ر ضد هدف متحرك / 750ر ضد الأهداف الثابتة (المدى الؤثر 500ر)
- المدى الأقصى: 950(القذيفة التي تحمل كبسولة تأخيرية في الصاعق)
- عمق الاختراق: 170 ملم في الدروع / 250 ملم في المنشآت الأسمنتية
- نظام الإطلاق: بالطرق
- معدل الرماية النظري: 5 قذائف في الدقيقة
- معدل الرماية العملي: قذيفتين في الدقيقة
- الإزاحة الجانبية: (مسافة السبق) على تدريج المسافة الميكانيكي من 0 إلى يمين وشمال
- تكون القذيفة جاهزة للانفجار بعد (20) متر من الإطلاق
- تدريج السدادة : من 100 إلى 500 م
- تأثير اللهب الخلفية : 1.5 م (2.0 متر)
- الذخيرة: حشوة جوفاء تنفجر ذاتياً في نهاية المدى للقذيفة التي تحمل كبسولة تأخيرية أو بالاصطدام بالنسبة للقذيفة التي لا تحمل كبسولة تأخيرية
- الطاقم: شخص
- مزود بجهاز تسديد عادي فريضة (فرضة) وشعيرة وجهاز بصري مكبر (موجه) مع تدريج لقياس المسافات وله مصباح لإنارة الشاشة ليلاً، والقواذف الحديثة مجهزة بجهاز تسديد يعمل على الأشعة تحت الحمراء
- بعض القواذف مزودة بمنصب (مثبت)
- ليس له ارتداد، وينتج لهب من الخلف ولذا يجب ألا يكون خلفه أحد أو مواد متفجرة أو حارقة بمسافة كافية (3 متر)، ويجب ألا تكون خلفه حواجز أو جدران لمسافة (5 متر) على الأقل
- النماذج المطورة مثل RPG-7D تطلق قذائف ضد الأشخاص وقذائف إضاءة وقذائف دخانية.

,وتقوم بعض الدول المنتجة لهذا القاذف باستحداث أنواع مطورة من الذخائر القادرة على التعامل مع أنواع الدروع المتطورة وخصوصًا دروع السيراميك والدروع النشطة التي تضم شرائح من مواد متفجرة توضع على أجناب المدرعة أو على الأجزاء الحساسة من البرج. ومن أنواع الذخائر المطورة تلك مقذوف الكوبرا المزود بـ «سن» مصنوع من معدن ذو كثافة عالية (مادة التنجستين في الغالب) وطابة تأخيرية مما يتيح اختراق التدريع الإضافي وثم انفجار الحشوة الفعالة إما داخل المركبة.